# Kuzey Güney
Kuzey Güney es una serie de televisión turca de 2011, producida por Ay Yapım para Kanal D. Está inspirada en la miniserie estadounidense Rich Man, Poor Man, adaptación de la novela homónima de Irwin Shaw.

## Trama
Kuzey (Kıvanç Tatlıtuğ) y Güney (Buğra Gülsoy) son dos hermanos completamente opuestos. Kuzey de 17 años es audaz, rebelde, valiente e impaciente. Frecuentemente se mete en problemas por no poder controlar su carácter. Por otro lado, Güney de 19 años es tranquilo, paciente, trabajador y con buen rendimiento académico. Aún cuando sus personalidades son tan distintas, estos hermanos son muy unidos, pese a que Güney está harto de cuidar siempre de Kuzey. Un nuevo capítulo se abre en sus vidas cuando Cemre (Öykü Karayel) se muda a su vecindario.
Kuzey, Güney y Cemre se hacen amigos y comienzan a pasar mucho tiempo juntos. Las vidas de estos tres jóvenes se cruzan aún más cuando los dos hermanos terminan enamorándose de Cemre. El día antes del examen de admisión a la universidad de Güney, Kuzey decide confesarle a Cemre sus sentimientos. Sin embargo, queda deshecho al saber que Cemre y Güney ya son novios. Esa noche, Kuzey llega tarde y su padre, Sami, comienza a reclamarle que no pagó una deuda que tenía y lo insulta y golpea. Su madre, Hardan, trata de defenderlo, Sami la golpea, entonces Kuzey golpea a su padre. Luego sale a beber y a olvidar lo que siente, y Güney, que no sabe lo que su hermano sufre, lo culpa de querer meterse de nuevo en problemas y lo lleva a casa a la fuerza. Discutiendo en el camino de regreso, Güney pierde el control del auto y atropella al hijo de un vecino y este muere, pero Kuzey decide culparse del accidente para evitar que su hermano vaya a la cárcel, ya que se siente culpable de la situación y cree que su hermano no sería capaz de soportar ir preso. Por su parte Güney queda expuesto por haber aceptado que Kuzey se inculpara, algo que el siempre se mantendrá oculto, para salvaguardar su buena imagen ante todos
Cuatro años después, Kuzey es liberado de la cárcel y vuelve con su familia, pero las situaciones que tuvo que enfrentar en la cárcel, el ver a su hermano con la muchacha que él ama, no tener un futuro y las desavenencias con su padre, hacen que la vida de Kusey sea muy depreciada por los demás y por él mismo. Su carácter será inestable y siempre estará a la defensiva. Ocurrirán sucesos que revelarán fases ocultas de la relación entre estos hermanos. Se pondrá de manifiesto lo que cada uno de ellos es realmente...

## Reparto
- Kıvanç Tatlıtuğ como Kuzey Tekinoğlu.[2][3]
- Buğra Gülsoy como Güney Tekinoğlu.[2][3]
- Öykü Karayel como Cemre Çayak.[2][3]
- Bade İşçil como Banu Sinaner.[2][3]
- Merve Boluğur como Zeynep Çiçek.
- Mustafa Avkıran como Sami Tekinoğlu.[2][3]
- Semra Dinçer como Handan Tekinoğlu.[2][3]
- Rıza Kocaoğlu como Ali Güntan.[2][3]
- Kaan Taşaner como Comisario Şeref.
- Hazar Ergüçlü como Simay Canay.
- Turgay Kantürk como Ferhat Nezih Coşkun.
- Zerrin Tekindor como Gülten Çayak.[2][3]
- Hale Soygazi como Ebru Sinaner.
- Çağdaş Onur Öztürk como Barış Hakmen.
- Serhat Teoman como Burak Çatalcalı.
- Kubilay Karslıoğlu como Hüseyin Çiçek.
- Gökşen Ateş como Venüs Tezerel.
- Nihan Okutucu como Deniz Coşkun/Denise Norton.
- Ali Yörenç como Can Katmanoğlu.
- Gözde Çığacı como Demet.
- Ozan Akbaba como Sümer Tezkan.
- Şebnem Dönmez como Melda Yalgın.
- Neslihan Yeldan como Aynur.
- Ünal Silver como Atilla Sinaner.
- Abdurrahman Yunusoğlu como Yunus.
- Kıvılcım Kaya como Tuncer.
- Ebru Nil Aydın como Nezaket Canay.
- Abdullah Kolay como Mehmet Canay.
- İbrahim Gündoğan como Refik.
- Halil Kumova como Bekir.
- Nusret Şenay como Rıfat.

## Temporadas
| Temporada | Temporada | Episodios | Rango de episodios | Emisión original         | Emisión original    |
| Temporada | Temporada | Episodios | Rango de episodios | Inicio                   | Final               |
| --------- | --------- | --------- | ------------------ | ------------------------ | ------------------- |
|           | 1         | 40        | 1 - 40             | 7 de septiembre de 2011  | 20 de junio de 2012 |
|           | 2         | 40        | 41 - 80            | 12 de septiembre de 2012 | 26 de junio de 2013 |

## Premios y nominaciones
| Año  | Premio                      | Categoría               | Nominado                    | Resultado | Ref.  |
| ---- | --------------------------- | ----------------------- | --------------------------- | --------- | ----- |
| 2012 | Premios Altın Kelebek       | Mejor actor             | Kıvanç Tatlıtuğ             | Ganador   | [ 4 ] |
| 2013 | TelevizyonDizisi.com Awards | Mejor actor             | Kıvanç Tatlıtuğ             | Ganador   | [ 5 ] |
| 2013 | TelevizyonDizisi.com Awards | Mejor actriz de reparto | Zerrin Tekindor             | Ganadora  | [ 5 ] |
| 2013 | Premios Altın Kelebek       | Mejor guion             | Ece Yörenç y Melek Gençoğlu | Ganadoras | [ 6 ] |